# NGC 1230
NGC 1230 је лентикуларна галаксија у сазвежђу Еридан која се налази на NGC листи објеката дубоког неба.
Деклинација објекта је - 22° 59' 2" а ректасцензија 3h 8m 16,3s. Привидна величина (магнитуда) објекта NGC 1230 износи 14,4 а фотографска магнитуда 15,4. NGC 1230 је још познат и под ознакама ESO 480-34, MCG -4-8-27, ARP 332, VV 337, AM 0306-231, PGC 11743.